# اندماج اليهود في المجتمعات

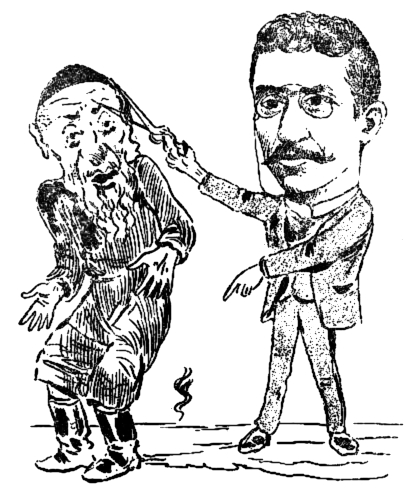
الصحفي اليهودي الروماني ساتشي بيترانو المناصر للإندماج وهو يقص سالف الشعر لأحد اليهود الملتزمين (1899 صورة كاريكاتورية للفنان قسطنطين جيسيلي)

تشير قضية اندماج اليهود في المجتمعات إلى فكرة الامتزاج الثقافي والانخراط الاجتماعي لليهود في الثقافات المحيطة بهم، وكذلك لتنفيذ الخطة الأيدولوجية لتعزيز انسجامهم لتجنب التهميش التاريخي لليهود في عصر التحرر.

## تاريخيا
يعود جذور عيد ال حانوكا اليهودي إلى ثورة المكابيين ضد الإمبراطورية السلوقية. وبرغم اعتبار المكابيون اللغة والثقافة الهلنستية رجس، فقد تبناها العديد من يهود العصر. واستخدام اللغة المحلية هو عامل مهم للتبادل الثقافي، ويعد هذا العامل من العوامل الرئيسية التي استخدمها اليهود لاندماجهم المجتمعي في العصر الحديث.
وقد بدأت حركة الاندماج اليهودي من جديد بين اليهود الأشكناز على نطاق واسع في نهاية القرن الثامن عشر في أوروبا الغربية، وخاصة ألمانيا، حيث ظهرت هاسكالا كثقافة. ومن الأسباب التي أدت إلى نجاح تلك الأفكار في البداية، الأمل في فرص أفضل مصاحبة للاندماج في المجتمعات الأوروبية غير اليهودية، لا سيما بين الطبقات العليا. «وقد كان لتركز اليهود في المدن الكبيرة تأثير قوي على نمط حياتهم وظهورهم على خريطة الاقتصاد والثقافة أكثر وأكثر.» وبما أن قانون التحرر لم يكتمل في ألمانيا، فإن العديد من اليهود في الحضر من الطبقة فوق المتوسطة كانوا يروجون لمُثل التنوير، والتي يعتقدون أنها ستؤدي إلى تحسين مكانتهم الاجتماعية. «بناءا على ذلك فقد تصور العقائديون بأن نهضة اليهود الألمان من شأنه أن يكسبهم حقوقًا متساوية، لكن سيؤدي أيضًا إلى تكوين نوع جديد من اليهود استنادًا إلى فكرة الجنس الأسمى.»
وحدث جدل واسع وانقسام بين المجموعات اليهودية والمسيحية حول ما يعرف بـ«المسألة اليهودية» والتي ظهرت خلال صعود القومية في أوروبا وتدور حول مدى تمكن كل دولة من دمج مواطنيها اليهود، وإذا لم يتم دمجهم فكيف ينبغي معاملتهم وحل المسألة. وكان انهيار هيكل الطائفية اليهودية التقليدي (جماعة المتكلمين العبرية) بمثابة علامة لتضعضع مفهوم تمييز الجنسية اليهودية لدى اليهود الذين روجوا وناصروا التحرر. ومع ذلك فإن محاولات تحجيم اليهودية لمجرد طائفة لم تؤد إلى زيادة تقبلهم بين مجتمع الأغلبية.
كبديل لممارسة أكثر تحررية لليهودية فقد أخذت حركة الاندماج منحنى اعتناق المسيحية. ولم يتمسك أيا من أتباع موسى مندلسون بالدين اليهودي. وقد رأى دعاة التعايش والاندماج أن أفكار التمييز الثقافي اليهودي والقبلية اليهودية هما سبب معاداة السامية، وبالتالي رأوا ضرورة إضعاف الروابط الاجتماعية اليهودية.
نتيجة لذلك فقد انبثقت بين اليهود أسئلة فلسفية عن الهوية اليهودية ومن هو اليهودي؟. وأخذت فكرة مدى ملائمة الاندماج وأدوات تحقيقه مكانها بين أوائل المناقشات الداخلية لحقبة التحرر، بما في ذلك تساؤل إلى أي مدى يجب على اليهود التخلي عن حقهم في التفرد والتميز كونهم الشعب المختار في مقابل المساواة المدنية. جرت هذه المناقشات في البداية ضمن إطار الشتات، شعب أرض الميعاد التاريخية الموعودة، ولكن بدون دولة خاصة به منذ ما يقرب من ألفي عام.
وفي القرن التاسع عشر شارك أكاديميون يهود في دراسات علمية اجتماعية تتناول أفكار ومفاهيم معادية للسامية حول انحطاط اليهود. وكان دورهم الفعال في هذا النقاش الفكري بمثابة رد مدروس على المزاعم المعادية للسامية من جهة ومن جهة أخرى طريقة لاستكشاف الروابط الاجتماعية المشتركة التي توحد اليهود لأن المجتمع المستقل كان في حالة تدهور كامل. والعديد من علماء الاجتماع اليهود لم يرفضوا بالكلية أفكار الصفات اليهودية المميزة التي يقول بها المعادون للسامية. وقد كان هذا من النقاشات الحامية حول ممارسات الاندماج. «كانت الرسالة السياسية والاجتماعية لهذه الطبيعة اليهودية غير الثابتة واضحة: كان» الجسد اليهودي«مختلفًا عنصريًا ومرضيًا، وكان معارضو التحرر والاندماج على حق في الإصرار على أن اليهود ليسوا مؤهلين ليكونوا جزءًا من دولة قومية حديثة سليمة». ويمكن أيضا أن ينظر إلى المشاركة في استكشاف النسب اليهودي كشكل من أشكال الإسترضاء مثل «أخذ علماء الاجتماع اليهود دور المصلح والمدافع عن دينه وقضيته للزود عن شعبهم استنادا إلى المعرفة والمنظور العلمي.»
وفي أواخر القرن التاسع عشر وأوائل القرن العشرين، أقنعت الظروف في أوروبا الشرقية العديد من اليهود بالهجرة إلى الولايات المتحدة. في ألمانيا، كان الاندماج اليهودي في الجيش ومهن أخرى ناجحًا، وفي الولايات المتحدة، كانت العوائق التقليدية غائبة عمومًا ولكنها واجهت العديد من التحديات المختلفة للتبادل الثقافي. في أوائل القرن العشرين، كان هناك تمييز اجتماعي ضد اليهود في بعض الأوساط، مع حظر العديد من الجامعات والمهن عليهم أو بنسب محددة.
في القرن الحادي والعشرين، رغم أن النظرة إلى اليهود تحسنت إلى حد كبير، في الولايات المتحدة تحديدًا، كدليلنا كدولة مسيحية، كمثال شائع فإن الأغاني والاعلانات كانت تعزف في العطلة الموسمية وكان الآباء والأمهات يتوجب عليهم قول «نحن لا نحتفل بعيد الميلاد»، وعدم وجود مثل هذا الإعلان لأي عطلة يهودية خلال العام. , وشاع الاندماج اليهودي أكثر في العصر الحديث لأن ضغوطات المجتمع للمساواة كانت عالية. وتعتبر حركة الإصلاح اليهودية الجديدة من العوامل في هذا أيضا، لأنها فرع من فروع اليهودية التي أصبحت أكثر اعتدالا في اتباع قوانين التوراة، مما جعل اليهود أكثر ارتياحا بدلا من التضييق على دينهم.

## نقاش معاصر
أدت قضية الاندماج اليهودي إلى إثارة الجدل بين اليهود وأثارت اهتمام المؤرخين اليهود لفترة طويلة. وبما أن بعض اليهود قد تخلوا عن التقاليد اليهودية الموروثة من أجل احتضان الثقافة الغربية العلمانية الحديثة، فإن اليهود الأكثر تحفظًا قاموا بتوبيخهم لهجرهم الشعب اليهودي. «وقد لاحظ اليهود المتدينون أولئك الذين اندمجوا خوفا ورهبة، وشن الصهاينة حملة ضد الاندماج معتبريينه خيانة» ونتيجة لذلك، أصبح مصطلح الاندماج، الذي استخدم بفخر من قبل أولئك الذين سعوا للاندماج في المجتمع الأوروبي، يعتبر مصطلحًا ازدرائيا ورمزا للخضوع لثقافة غير اليهود، علامة على رفض كل الروابط إلى التاريخ المشترك ومصير الشعب اليهودي، وخيانة أسلافهم الذين عانوا من المذابح للحفاظ على اليهودية على قيد الحياة. يعتبر هؤلاء اليهود أن الاندماج فقدان لهوية الفرد اليهودي إما عن طريق الزواج من زوج غير يهودي أو التخلي عن اليهودية لاعتناق دين آخر.
في كتاب الاندماج في الحياة الأمريكية، عرّف ميلتون جوردون الاستيعاب على أنه سلسلة متصلة، مرحلتها الأولى هي التبادل الثقافي، أي اتخاذ أشكال ثقافية خارجية من المجتمع الأكبر كاللغة، واللباس، والأذواق الترفيهية، والآراء السياسية. ولا يمكن تحقيق الاندماج الكامل إلا إذا كان المجتمع المضيف متقبلاً ومتفتحا وانتشر الزواج بين الأديان المختلفة (كما في المستعمرات الأوروبية السابقة حيث كان ما يزال هناك التقسيم العرقي بين البيض والسود، مما سمح لليهود بأن ينظر إليهم كجزء من العنصر الأبيض المرغوب فيه وحيث كان الزواج المختلط من أعراق مختلفة من المحرمات. معظم اليهود الأوروبيين والأمريكيين تبادلوا الثقافة مع المجتمع، لكنهم نادراً ما فقدوا إحساسهم بالهوية اليهودية وفهمها. لقد تجنبوا في الغالب ما وصفه غوردون بـ «الاندماج الهيكلي» وهو خلق صداقات واتصالات أخرى في المقام الأول مع أعضاء المجتمع المضيف.
في كتاب «الاندماج والمجتمع: اليهود في أوروبا في القرن التاسع عشر» تصف ماريون كابلان كيف تم الحفاظ على الهوية اليهودية وكيف تم تشكيل الهوية اليهودية الألمانية خصوصا من خلال دور المرأة اليهودية في أسرهم ومجتمعاتهم.فقد أضفت المرأة اليهودية أهمية بالغة للثقافة اليهودية والدين اليهودي من خلال تعزيز وترسيخ التقاليد. وقد أنجزوا ذلك من خلال المراقبة المستمرة للتقاليد والطقوس اليهودية، مثل العشاء العائلي في أمسيات الجمعة، والعطلات من التقويم اليهودي. فالالتزام الصارم باليهودية كان ضروريًا للحفاظ على هويتهم اليهودية داخل أسرهم. كما تؤكد كابلان على أهمية الأسرة والمجتمع فالعائلات المتماسكة كانت تملك روابط قوية مع بعضها البعض وهذا الترابط المجتمعي القوي ساعدهم في الحفاظ على ثقافتهم وحمايتها. ومع ذلك، يمكن رؤية الطرق التي يتكيف بها اليهود مع الثقافة بالطريقة التي تربي بها النساء اليهوديات أطفالهن في ألمانيا، فشجعوا أطفالهن على المشاركة في الرياضة وتعلم الآلات الموسيقية وقرأوا القصص الخيالية الألمانية لهم. واشتركت النساء اليهوديات أيضا في المجلات الألمانية لمتابعة الموضة والأخبار.
ويوضح بولا هايمان في كتابه «يهود فرنسا الحديثة» بأن الاندماج اليهودي في المجتمع الفرنسي أتاح لهم بأن يكونوا من نسيج المجتمع. ويستند مصطلح الاندماج على المصطلح الحديث، فالاندماج يفترض «التفكير في استبدال الهوية الفرنسية للفرد اليهودي.» ومن المؤكد أن هذه النظرة التبسيطية لا تعطي نظرة شاملة على العلاقات المعقدة بين اليهود والفرنسيين.فقد كان على اليهود أن يدافعوا باستمرار عن شرعيتهم وحقوقهم كأقلية في فرنسا.في حين ينظر معظم الناس إلى الاندماج على أنه مصطلح سلبي، «لكن اليهود لم يكونوا مجرد ممتصين غير فعالين للثقافة الفرنسية البرجوازية، بل شاركوا أيضًا في تشكيلها» فقد ساهم اليهود في المجتمع الفرنسي من خلال المشاركة في جميع جوانب المجتمع مثل الحكومة والجامعات. وتضرب (هايمان) في كتابها عددا من الأمثلة التي تظهر الاندماج في المجتمع الفرنسي. بدءاً بتعاون الدولة الفرنسية، تمكن اليهود من الحفاظ على شبكات من المؤسسات المجتمعية في نظام المجلس الكنيسي التي عززت التبادل الثقافي ورسخت مشاعر التضامن اليهودية. ساعدت هذه النماذج أيضًا على دعم وجود مؤسسات يهودية خاصة. وقدمت هذه المؤسسات المساعدة الخيرية لليهود من خلال مجموعة متنوعة من الجمعيات الخيرية. ومن الأمثلة على ذلك شبكة من المدارس الابتدائية اليهودية الحديثة بالإضافة إلى تعليم يهودى إضافي موسع للأطفال اليهود الذين بدأوا في الالتحاق بالمدارس العامة. ولكن على الرغم من المشاركة الضخمة لليهود في جميع مستويات المجتمع الفرنسي - الحكومة، والجامعات، والوظائف المهنية - فإن الغالبية العظمى من اليهود في فرنسا في القرن التاسع عشر اختاروا أن يتم تزويجهم ودفنهم كيهود. هذا يوضح أن اليهود لم يذوبوا بالكامل في نسيج المجتمع الفرنسي ولم يسعوا إلى اختفاء مؤسساتهم أو اندماجهم البيولوجي مع المجتمع الفرنسي.
ويقوم ديفيد سوركين في كتابه «تحول يهود ألمانيا» بتقييم ما كان يجب أن يكون عملية اندماج ناجحة للغاية في ضوء المساهمات الاجتماعية الكبيرة للسكان اليهود عندما تبنوا الثقافة الألمانية العلمانية والمثل العليا للبرجوازية الفردية المعروفة باسم بيلدونج. وبدلاً من ذلك، نشأت ثقافة فرعية ألمانية-يهودية منفصلة بينما تأخر التحرر. يصور سوركين المحاولات العقيمة لليهود بالتسامح حيث أن أي مستوى من إنكار الذات كان من الممكن ان يكون دليل إثبات على تقبلهم من منظور نظرائهم.
في مؤتمر دولي حول الاستيعاب اليهودي الذي عقد في جامعة حيفا في مايو 1976، قام بيلا فاغو بتحرير مجموعة من الأوراق بعنوان «الاندماج اليهودي في العصر الحديث» والتي تقبل معظم هذه الأوراق التسوية الصهيونية للاندماج مع اختفاء الجماعات اليهودية.

## العلاقات المسيحية اليهودية
تمثل قضية الاندماج اليهودي أهمية كبيرة لكلا الطرفين من رجال الدين المسيحي واليهودي. وقد أعلنت عدد من طوائف المسيحية التقدمية بأنهم لن يتبعوا اليهود، لأنهم اعتنقوا فكرة علم اللاهوت الثنائي أو المزدوج.
وقد كان في أوروبا في أول عهدها بالمسيحية إثباتاً على أن اليهود والمسيحين يمكنهم أن يجتمعوا سوياً حينما استطاعوا التعايش اجتماعيا خلال وقت الاضطهاد. وقد كانوا يعيشون بالقرب من بعضهم البعض في بعض المناطق حتى أن القادة من كلا الجانبين كانوا يخشون من طغيان تأثير أحد الديانتين على حساب الآخر. مثلما كان من الممكن أن يقدم الحاكم المسؤول عن مدينة نامية دعوة للتجار اليهود للحضور لإنعاش الاقتصاد. وكان هناك نمط من الترحيل وإعادة الدعوة سمحت للطرفين بالعيش معا بشكل وثيق في المدن الصغيرة في جميع أنحاء أوروبا. لويس الورع، ابن شارلمان في الإمبراطورية الرومانية المقدسة، كان أول من ترك وثائق مفصلة لحقوق التجار اليهود.
في إسبانيا والبرتغال، بعد القرن الخامس عشر، كان هناك جدل حول صدق الكاثوليك اليهود الأيبيريين الذين حولوا ديانتهم نتيجة لطردهم من شبه الجزيرة العربية. في أسبانيا والبرتغال، كان أحفاد العرب والمغاربة واليهود، لفترة من الزمن ممنوعين من بعض النقابات ومناصب في السلطة الدينية ولا سيما من الهجرة إلى أمريكا اللاتينية. ولكن هذا النظام التمييزي كان أضعف في أمريكا اللاتينية بسبب الوضع الاجتماعي الذي كان يتمتع به عبيد أفريقيا جنوب الصحراء الكبرى -والذي كان أقل بكثير من المسيحيين الجدد القادمين من العالم القديم- عامل مساهم في امتصاص هذه العناصر في المجتمعات النامية الثقافية التعددية في العالم الجديد.
وقد اجتذبت الكنيسة الرومانية الكاثوليكية بعض اليهود، مثل جوستاف مالر ولودفيغ فيتغنشتاين ومارسيل بروست وإديت شتاين وإسرائيل زولي وإريك فون ستروهايم وجون فون نيومان وجان ماري لوستيغر وغيرهم.